# Stazione di Hoppegarten (Mark)
La stazione di Hoppegarten (Mark) si trova a Hoppegarten, circondario del Märkisch-Oderland nel Brandeburgo ed è servita dalla linea S5 della S-Bahn di Berlino. Fu stazione di collegamento alla ferrovia Hoppegarten-Altlandsberg dal 1898 fino alla sua dismissione.
La stazione si trova nel centro di Hoppegarten a est di Berlino, adiacente alle vie "Am Güterbahnhof" e "Am Kleinbahnhof" e si trova sul percorso della Ostbahn. Appartiene all'area tariffaria Berlino C della Verkehrsverbund Berlin-Brandenburg.

## Storia
Il 1º maggio 1870, la stazione fu aperta con il nome di "Hoppegarten" con due piattaforme laterali. Alla fine del XIX secolo fu costruito un edificio per i visitatori dell'ippodromo di Hoppegarten, noto anche come "Kaiserbahnhof". Nel 1898, venne aperta una piccola ferrovia che si diramava da Hoppegarten per Altlandsberg (la Altlandsberger Kleinbahn). Il 1º maggio 1911, la stazione fu rinominata "Hoppegarten (Mark)".